# Kupfersulfat
Kupfersulfat, früher auch Kupfervitriol (siehe Vitriole), Kupferrauch und (Blauer) Galitzenstein (lateinisch Vitriolum coeruleum) genannt, ist das Kupfersalz der Schwefelsäure und gehört zur Stoffgruppe der Sulfate. Es besteht aus Cu2+- und SO42−-Ionen und ist ein farbloser, unbrennbarer Feststoff, der sehr gut wasserlöslich ist. Kristallwasserhaltige Kupfersulfate (Hydrate), zum Beispiel das Kupfer(II)-sulfat-Pentahydrat, haben eine blaue Farbe.

## Vorkommen
In der Natur kommt Kupfersulfat als Verwitterungsprodukt sulfidischer Kupfererze in Form krustenförmiger, körniger oder faseriger Aggregate vor. Die wasserfreie Form ist als Mineral Chalkocyanit (Cu[SO4]) bekannt. Des Weiteren kennt man verschiedene Hydrate der Verbindung in Form der Minerale Poitevinit (Kupfersulfat-Monohydrat, Cu[SO4]·H2O), Bonattit (Kupfersulfat-Trihydrat, Cu[SO4]·3H2O), Chalkanthit (Kupfersulfat-Pentahydrat, Cu[SO4]·5H2O) und Boothit (Kupfersulfat-Heptahydrat, Cu[SO4]·7H2O). Aufgrund der sehr guten Wasserlöslichkeit von Kupfersulfat bleiben sie nur in sehr trockenen Klimagebieten erhalten und werden daher nur in Wüsten wie beispielsweise der chilenischen Atacamawüste gefunden.

## Gewinnung und Darstellung

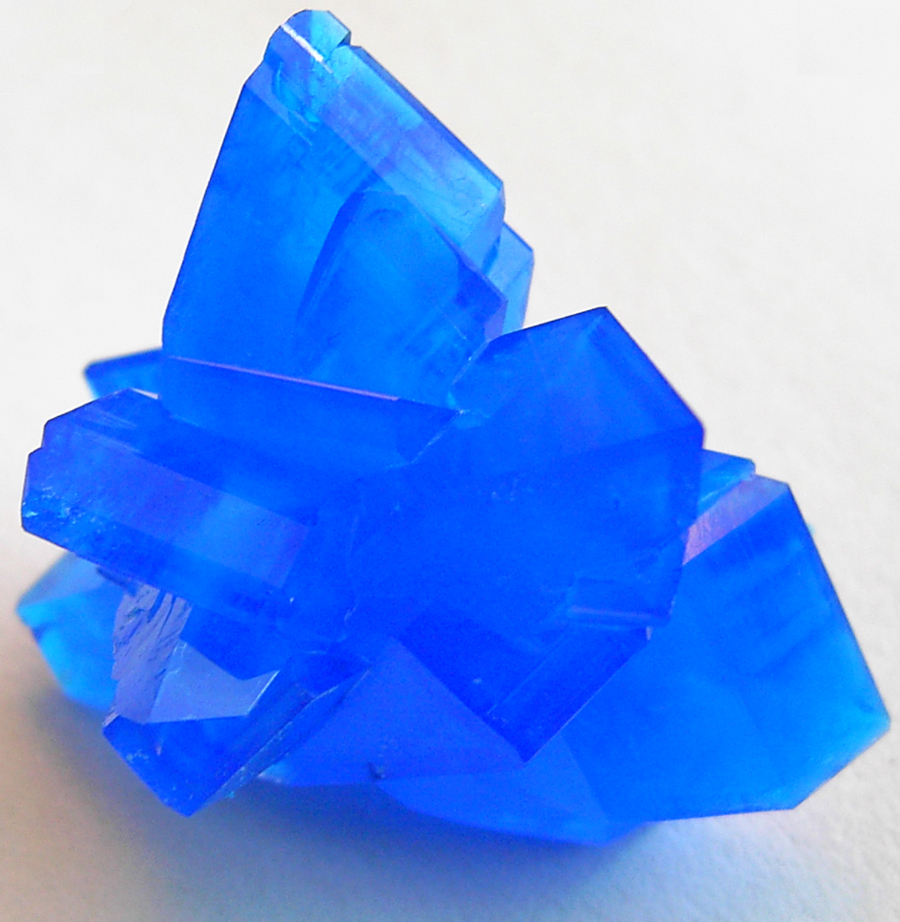
Synthetisch hergestellte CuSO_{4} · 5 H_{2}O-Kristalle

Im Labor lässt sich Kupfersulfat beispielsweise aus Kupferhydroxid und Schwefelsäure herstellen:
{\displaystyle \mathrm {\ Cu(OH)_{2}+H_{2}SO_{4}\longrightarrow } } {\displaystyle \mathrm {\ CuSO_{4}+2\ H_{2}O} }
Technisch wird Kupfersulfat durch Einwirkung von Schwefelsäure auf Kupfer(II)-oxid oder Kupfer(II)-sulfid gewonnen.
{\displaystyle \mathrm {\ CuO+H_{2}SO_{4}\longrightarrow } } {\displaystyle \mathrm {\ CuSO_{4}+H_{2}O} }
{\displaystyle \mathrm {\ CuS+H_{2}SO_{4}\longrightarrow } } {\displaystyle \mathrm {\ CuSO_{4}+H_{2}S} }
Kupfersulfat ist das mit Abstand wichtigste Kupfersalz.

## Eigenschaften
Kupfersulfat ist in Wasser gut, in den meisten organischen Lösungsmitteln nicht löslich. In Glycerin löst es sich mit smaragdgrüner Farbe.
Bei starkem Erhitzen (ab 340 °C) zerfällt das wasserfreie Kupfersulfat in Kupfer(II)-oxid und Schwefeltrioxid.

### Hydrate
Außer der wasserfreien Verbindung gibt es kristallwasserhaltige Kupfer(II)-sulfat-Hydrate. Am geläufigsten ist das Pentahydrat (CuSO4 · 5 H2O). Weiterhin existieren auch ein Trihydrat (CuSO4 · 3 H2O) und Kupfer(II)-sulfat-Monohydrat (CuSO4 · H2O).

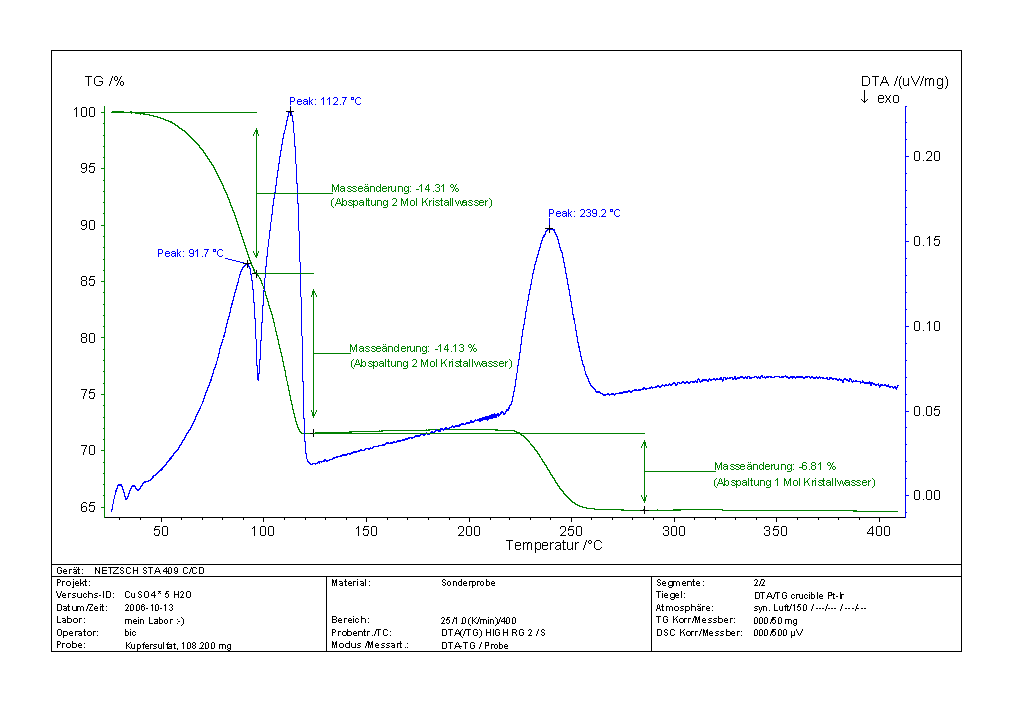
Kristallwasserverlust bei CuSO_{4} · 5 H_{2}O (TGA/DTA)

Kupfersulfat-Pentahydrat CuSO4 · 5 H2O (Kupfer(II)-tetraoxosulfat(VI)-Pentahydrat, Mineralname: Chalkanthit) bildet trikline Kristalle mit blauer Farbe, die beim Erhitzen nach und nach ihr Kristallwasser abgeben und schließlich zu farblosem Kupfersulfat-Anhydrat werden. Bei 95 °C spalten sich zwei Wassermoleküle ab, es entsteht das Trihydrat. Weitere zwei Wassermoleküle werden bei 116 °C abgespalten, das letzte bei 200 °C, dabei verlieren die Kristalle ihre blaue Farbe und werden zu farblosem Kupfersulfat CuSO4. Dieser Vorgang ist umkehrbar, beim Lösen des wasserfreien Anhydrats in Wasser färbt sich die Lösung durch Hydratation der Cu2+-Ionen blau und erwärmt sich dabei (Hydrationsenergie). Aus der Lösung kann durch Verdunstung des Wassers wieder das blaue Kupfersulfat-Pentahydrat kristallisieren. Die chemische Formel des Pentahydrats sollte besser gemäß [Cu(H2O)4]SO4 · H2O geschrieben werden, da in der Kristallstruktur vier Wassermoleküle direkt an die Kupfer(II)-Ionen koordiniert sind und diese quadratisch-planar umgeben.

## Verwendung
Kupfersulfat wird für eine Vielzahl von Prozessen und Reaktionen verwendet, so zum Verkupfern, zur Herstellung von kupferhaltigen Farben, zur Kupferstichätzung, in Silvester-Raketen (erzeugt einen bläulich-grünen Farbton) und weiteren Anwendungen. So wurde Kupfersulfat im Mittelalter auch zum Ledergerben eingesetzt. Eine bedeutsame Quelle dafür ist ab 1553 das niederschlesische Kupferberg/Riesengebirge. 
In der Galvanotechnik wird Kupfersulfat zur galvanischen Verkupferung und in Form der Oettelschen Lösung in der Coulometrie zur Bestimmung von exakten Ladungsmengen verwendet. Man findet es auch als Zusatz in Anreißfarben, welche vor dem Anreißen einer metallischen Oberfläche auf dieselbe gestrichen wird, um den eigentlichen Riss nach dem Anreißen besser sichtbar zu machen.
Gemischt mit einer Calciumhydroxid-Suspension wurde Kupfersulfat früher als Bordeauxbrühe im Weinbau zur Bekämpfung von Pilzerkrankungen eingesetzt. Heute setzt man Pflanzenschutzmittel ein, die Kupfersulfat oder andere Kupferverbindungen enthalten. Moderne, kupferhaltige Pflanzenschutzmittel sind besser formuliert und haben geringere Konzentration an Kupfersulfat, Kupferoxychlorid, Kupferhydroxid oder Kupferoktanoat. Wegen möglicher Bodenbelastung mit Kupfersalzen wird nach Alternativen gesucht (z. B. Phosphonate). Der Integrierte Weinbau und der Biologische Weinbau haben die Anzahl der Ausbringungen von kupferhaltigen Mitteln beschränkt. Jedoch haben kupferhaltige Mittel im Bioweinbau eine zentrale Bedeutung bei der Peronosporabekämpfung.

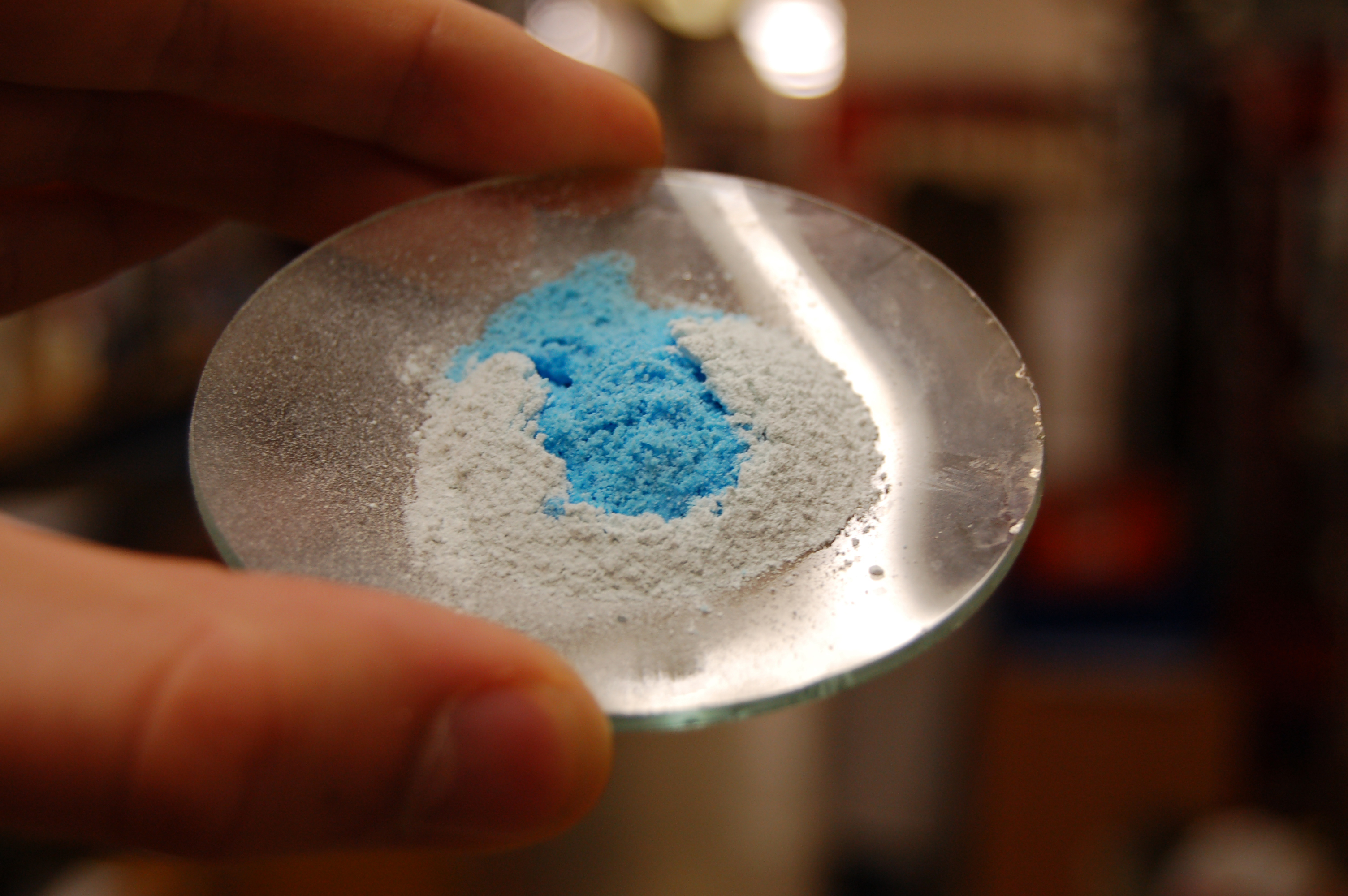
Trockenes Kupfersulfat (weiß) wird durch Wasser zu Kupfersulfat-Pentahydrat (hellblau)

Das wasserfreie, weiße Kupfersulfat kann als Trocknungsmittel, beispielsweise zur Herstellung von wasserfreiem Ethanol, dienen. Die durch die Einlagerung von Kristallwasser hervorgerufene Blaufärbung kann zum Nachweis von Wasser verwendet werden.
In Kombination mit Ammoniumsulfat wird Kupfersulfat gegen Algen in Schwimmbädern eingesetzt. Es wird hier aber zunehmend durch sogenannte Quartäre Ammoniumverbindungen verdrängt, vor allem durch Benzalkoniumchlorid-haltige Mittel, da diese weniger gewässerschädigend sind. Das Kupfersulfat verfärbt nicht das Wasser, allerdings kann es durch eine Überdosierung von Kupfersulfat zur Grünfärbung von Haaren kommen, vor allem dann, wenn Kombipräparate verwendet werden, die regelmäßig nachdosiert werden müssen und Kupfersulfat enthalten. Die meisten Inhaltsstoffe dieser Präparate werden im Laufe der Zeit biologisch abgebaut, verdunsten oder werden im Filter zurückgehalten; Kupfersulfat aber verbleibt im Wasser.
Im Deutschen Arzneibuch ist wasserfreies Kupfer(II)-sulfat monographiert, im Europäischen Arzneibuch Kupfer(II)-sulfat-Pentahydrat. Kupfersulfat wurde früher äußerlich als Ätzmittel, als Adstringenz und in der Wundbehandlung, innerlich als Brechmittel, zur Stillung von Blutungen und als Gegenmittel gegen Phosphorvergiftung verwendet. In der Schäferei bzw. Veterinärmedizin wird Kupfersulfat zur Behandlung der Moderhinke, einer bakteriellen Erkrankung der Klauen bei Schafen, eingesetzt.
Kupfersulfat wird, besonders in der Schule, sehr häufig zum Kristallzüchten verwendet.

## Biologische Bedeutung
Kupfersulfat wirkt für den Menschen bei oraler Einnahme toxisch und kann zu blaugrünen Verätzungen der Schleimhäute, starkem Erbrechen, blutiger Diarrhoe, Schock, Hämolyse und Hämoglobinurie führen. Ein letaler Verlauf der Intoxikation ist möglich. Für Mikroorganismen ist es hingegen stark giftig und hat in Gewässern schädliche Wirkungen. Das wassergefährdende Salz ist in Wassergefährdungsklasse 3, stark gefährdend, eingestuft.

## Sicherheitshinweise
Bei Kontakt mit starken Reduktionsmitteln (z. B. feingepulvertem Magnesium) oder Hydroxylamin kann es zu gefährlichen Reaktionen mit starker Hitzeentwicklung kommen.